# Chichli
Chichli è una suddivisione dell'India, classificata come census town, di 9.250 abitanti, situata nel distretto di Narsinghpur, nello stato federato del Madhya Pradesh. In base al numero di abitanti la città rientra nella classe V (da 5.000 a 9.999 persone).

## Geografia fisica
La città è situata a 22° 49' 60 N e 78° 49' 0 E e ha un'altitudine di 348 m s.l.m..

## Società

### Evoluzione demografica
Al censimento del 2001 la popolazione di Chichli assommava a 9.250 persone, delle quali 4.900 maschi e 4.350 femmine. I bambini di età inferiore o uguale ai sei anni assommavano a 1.413, dei quali 767 maschi e 646 femmine. Infine, coloro che erano in grado di saper almeno leggere e scrivere erano 6.066, dei quali 3.491 maschi e 2.575 femmine.